# 君士坦丁堡和海峡问题秘密协定
君士坦丁堡和海峡问题秘密协定是第一次世界大战期间協約國于1915年3月4日至4月10日期间达成的瓜分奧斯曼土耳其帝國的协定。法国和英国承诺，如果協約國最終胜利，君士坦丁堡和達達尼爾海峽將移交給俄罗斯帝国。 英国則要求扩大該國在波斯的势力范围，法国则要求吞併叙利亚、巴勒斯坦和奇里乞亚。圣地和阿拉伯半岛将由穆斯林统治。 1918年第一次世界大战结束後，君士坦丁堡被協約國佔領。由於此時俄罗斯已退出战争而且不再是协约国成員，所以该协议并未执行。